# Poder fáctico
Los poderes fácticos son sectores de la sociedad al margen de las instituciones políticas (por ejemplo, la banca, la Iglesia, los medios de comunicación) que ejercen sobre ella una gran influencia, basada en su capacidad de presión. Así, el poder fáctico no coincide necesariamente con el aparato formal del Estado pero puede influir en las estructuras legales y regulatorias, por intermedio de su autoridad informal o su capacidad de presión.
El poder fáctico se ejerce al margen de las causas formales de una organización y está basado en los hechos o limitado a ellos, y no en lo teórico o imaginario. No está legitimado ni siempre busca la legitimidad para ejercerse: así, no ejerce el poder de iure (legalmente), sino que ejerce el poder de facto (de hecho), ya que su mera existencia le hace ser determinante.

## Clave de su ejercicio
No es necesario que un poder fáctico se imponga por la fuerza: le basta con explicitar —o incluso con sugerir— sus deseos para que se hagan realidad. La clave de su ejercicio es su capacidad de control de mecanismos externos a la política para lograr poder político, como por ejemplo el dominio de recursos vitales o estratégicos, que le dan el control de la ideología, la sociedad y la economía. Por ejemplo, en vez de controlar un gobierno de turno, se trata de controlar o influir su legislación, de manera legal o cuasi-legal.
Un ejemplo típico de poder fáctico es la influencia ejercida por grupos de poder como pueden ser la banca, la oligarquía, o los intereses plutocráticos, así como la Iglesia, las centrales sindicales o los medios de comunicación masiva. En ciertos corpus teóricos-ideológicos se denomina al fenómeno causado por el poder fáctico como mercantilismo empresarial o capitalismo de Estado.

## Terminología
Habitualmente el término se aplica en plural: se afirma, por ejemplo, que «los poderes fácticos en España durante el final del franquismo y la Transición eran la Iglesia, el ejército y la banca (o los capitalistas)", y en el debate político español se sigue hablando de poderes fácticos post-franquistas todavía influyentes.
Similares ejemplos de enumeración de poderes pueden encontrarse en países de América Latina, con la adición del poder exterior que supone la presencia de los intereses de Estados Unidos.
El mismo fenómeno se ha visto en grandes partes de América Latina: por ejemplo, antes de la guerra civil de El Salvador de 1980-1992, el país fue dominado por «las catorce familias». Para algunos analistas, el papel central que desempeñan los poderes fácticos pone en duda la solidez y estabilidad de la democracia en muchos países.[cita requerida]
La consideración de los grandes propietarios de los medios de comunicación y prensa como un cuarto poder la aproximaría al concepto de poder fáctico, pero no a los medios de comunicación mismos (que serían un poder más, al estilo de los tres poderes clásicos descritos por el pensador francés Montesquieu, y por tanto ni más ni menos fáctico que ellos), sino a los que los controlan (grupos empresariales, por ejemplo).
Muy habitualmente se alude de forma metafórica a la forma en que los poderes fácticos gravitan sobre la vida pública, con la mera amenaza de su actuación, como por ejemplo en la expresión «ruido de sables» o incluso "ruido de sotanas" ; un sentido semejante tienen algunos usos del término «baculazo» para denominar a las decisiones eclesiásticas, y del de «cuartelazo» para denominar a los pronunciamientos militares.